# Сентиоцентризм
Сентиоцентризм -  этический взгляд, согласно которому все существа, способные чувствовать и страдать, имеют моральное значение. Согласно этому взгляду всякое способное чувствовать существо достойно того, чтобы его интересы рассматривались наравне с подобными интересами любого другого чувствующего существа. С позиции сентиоцентризма делать моральное различие между чувствующими существами на основании таких признаков как раса, пол, биологический вид и т.д не является оправданным, представляет собой произвольную дискриминацию.
Сентиоцентризм ставит моральную ценность существ в зависимость от развития у них способности чувствовать. Например: если бактерии и растения способны чувствовать, то, в общем случае, они имеют меньшую моральную ценность, чем млекопитающие.

## Формулировка

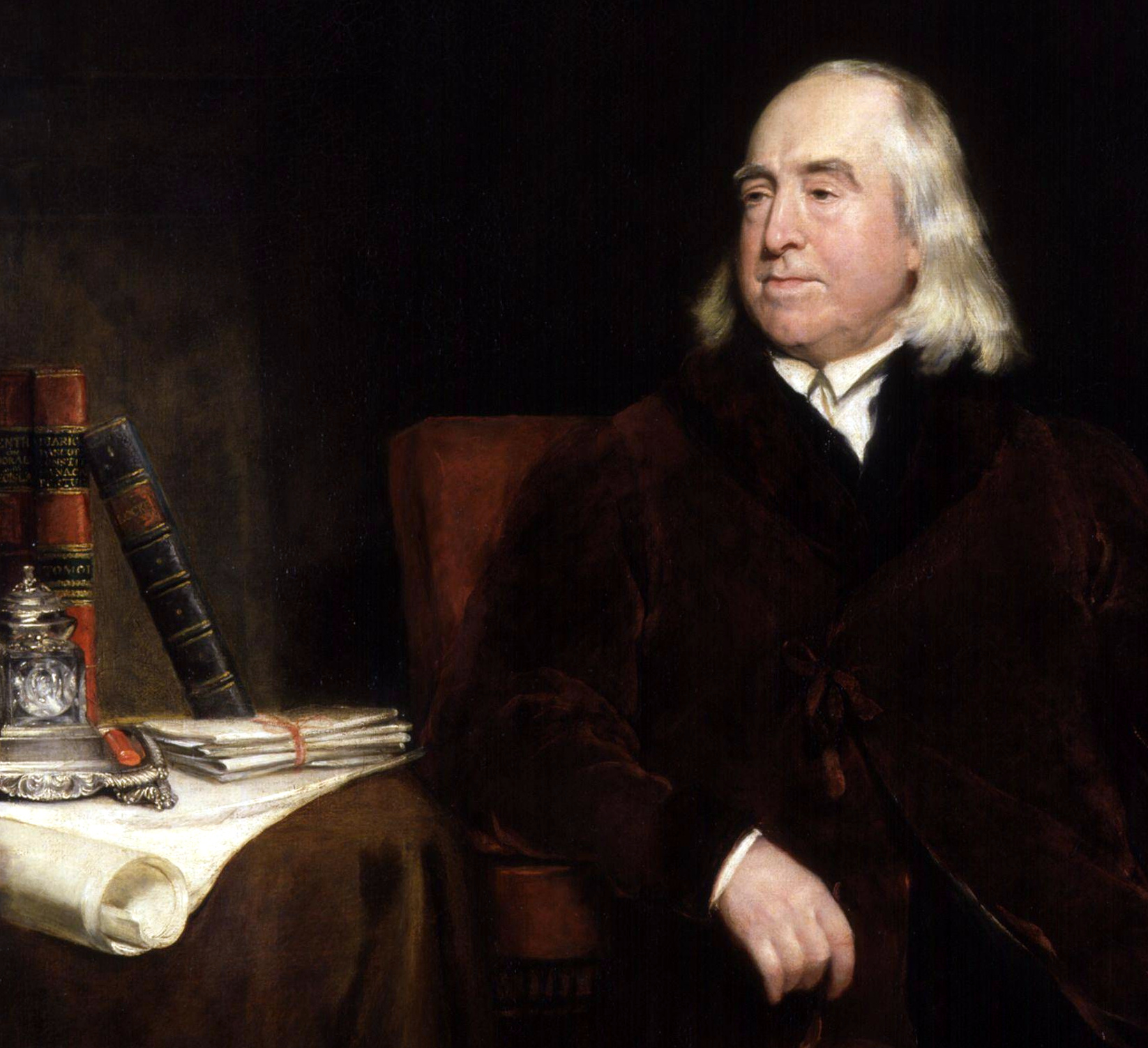
Иереми́я Бе́нтам

Философ-утилитарист 18 века Иерамия Бентам был одним из первых, кто выступил за сентиоцентризм. Он утверждал, что любое существо, способное иметь субъективные переживания следует рассматривать как достойное морального рассмотрения. В своем трактате "Введение в принципы нравственности и законодательства" опубликованном вскоре после великой французской революции, сторонники которой выступили за отмену рабства во французских колониях, Бентам пишет: 
Французы уже открыли то, что чернота кожи не есть основание для того, чтобы оставить человеческое существо капризу мучителя без какой-либо компенсации. Может наступить день, когда признают, что количество ног, наличие шерсти на коже или завершение os sacrum (попросту – хвост) – столь же недостаточные основания для того, чтобы предоставить чувствующее существо такой же судьбе. Что ещё должно прочерчивать эту непреодолимую линию? Способность разума или, возможно, способность речи? Но взрослая лошадь или собака несравненно более рациональные и общительные существа, чем младенец в возрасте одного дня, одной недели и даже одного месяца. Но предположим даже, что верно обратное. Что это дает? Вопрос не в том, могут ли они рассуждать или могут ли они говорить, но в том, могут ли они страдать.
- Иерамия Бентам,  Введение в основания нравственности и законодательства, глава 17, сноска. 
В данном отрывке Бентам указывает на то, что способность страдать – это не только необходимая, но так же и достаточная характеристика дающая существу право на моральное рассмотрение. 

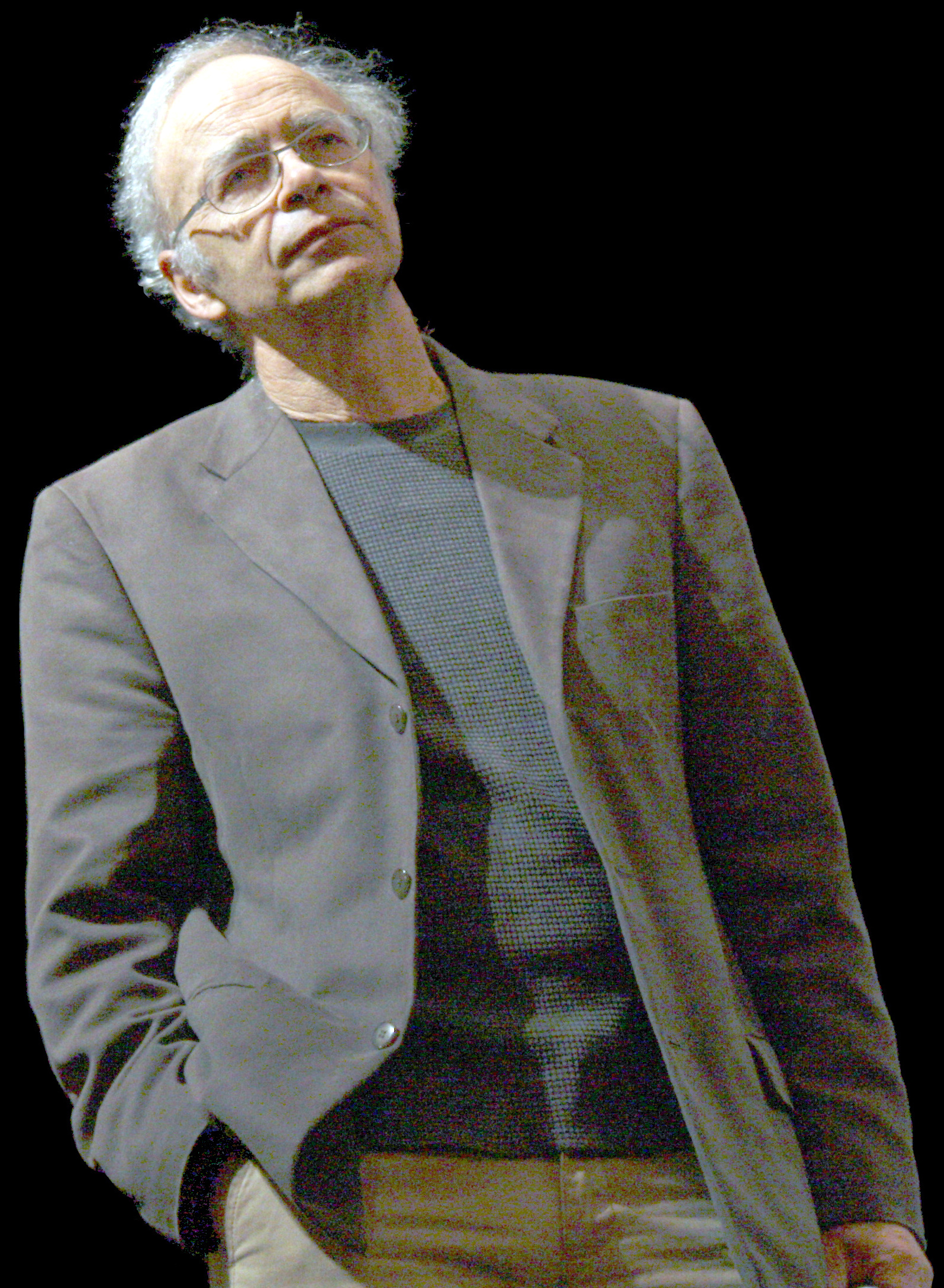
Питер Сингер

В своей книге "Освобождение животных" австралийский философ Питер Сингер упоминая Бентама развивает эту мысль:
Способность страдать и наслаждаться является предпосылкой для наличия интересов вообще, условием, которое должно выполняться прежде, чем мы можем говорить об интересах осмысленно. Было бы глупо говорить, что это не в интересах камня быть брошенным на дорогу школьником. Камень не имеет интересов, так как он не может страдать. Ничего из того, что мы можем сделать с ним, не могло бы иметь какого-либо значения для его благополучия. Мышь, с другой стороны, заинтересована в том, чтобы ее не сбили на дороге, потому что в этом случае она будет страдать.
Если существо страдает, то не может быть никаких моральных оправданий для того, чтобы не принимать в расчет его страдания. Независимо от природы этого существа, принцип равенства требует, чтобы его страдания учитывались наравне с подобными страданиями любого другого существа (какие бы грубые сравнения ни приводились). Если существо не способно к страданию или к наслаждению и счастью, то принимать в расчет просто нечего. Таким образом, граница чувствительности служит единственной оправдываемой чертой беспокойства об интересах других. Отмечать эту границу с помощью какой-либо другой характеристики, типа интеллекта или разумности, означало бы отмечать ее произвольным образом. Почему бы не выбрать какую-нибудь другую характеристику, вроде цвета кожи?

- Питер Сингер, Освобождение животных, глава 1.
В соответствии с вышеизложенным Сингер говорит о необходимости заботы не только о благополучии людей, но и о благополучии чувствующих нечеловеческих животных. Он отвергает спесишизм, дискриминацию существ на основании их видовой принадлежности. Проводя аналогию между спесишизмом и другими формами произвольной дискриминации, Питер Сингер пишет:
Расисты нарушают принцип равенства, придавая большее значение интересам членов их собственной расы, когда происходит столкновение ее интересов с членами другой расы. Сексисты нарушают принцип равенства, покровительствуя интересам их собственного пола. Подобным образом, спесишисты позволяют [тривиальным] интересам своего собственного биологического вида попирать важнейшие интересы членов другого биологического вида. Во всех случаях модель одинакова.

- Питер Сингер, Освобождение животных, глава 1.